# Пустильник, Иосиф Исаакович
Иосиф Исаакович Пустильник — советский хозяйственный, государственный и политический деятель.

## Биография
Родился в 1907 году в селе Вернигородок. Член КПСС с 1933 года.
С 1925 года — на хозяйственной, общественной и политической работе. В 1925—1965 гг. — чернорабочий, выпускник Ленинградского металлургического института (отраслевого вуза Ленинградского политехнического института), главный инженер Днепровского алюминиевого завода имени Кирова, главный инженер, директор Уральского алюминиевого завода, ответственный работник Министерства цветной металлургии СССР.
За коренное усовершенствование технологии производства металла был в составе коллектива удостоен Сталинской премии за выдающиеся изобретения и коренные усовершенствования методов производственной работы в области металлургии 2-й степени 1951 года.
Умер в Москве в 1972 году. Похоронен на Востряковском кладбище.